# Pusto Polje
Pusto Polje je naselje u slovenskoj Općini Nazarju. Pusto Polje se nalazi u pokrajini Štajerskoj i statističkoj regiji Savinjskoj. 

## Stanovništvo
Prema popisu stanovništva iz 2002. godine naselje je imalo 111 stanovnika.